# Blaff de poissons
Pour les articles homonymes, voir Bouillon et Poisson (homonymie).
Ne doit pas être confondu avec Court-bouillon de poissons à la créole.
Le blaff de poissons (blaff : bouillon en créole) est une recette de cuisine traditionnelle des cuisines antillaise et guyanaise, à base de ragoût de poissons (ou de crustacés, ou de poulet) déposés dans une marinade de jus de citron vert, oignon, bouquet garni, piment de Cayenne, puis cuits au court-bouillon.

## Description

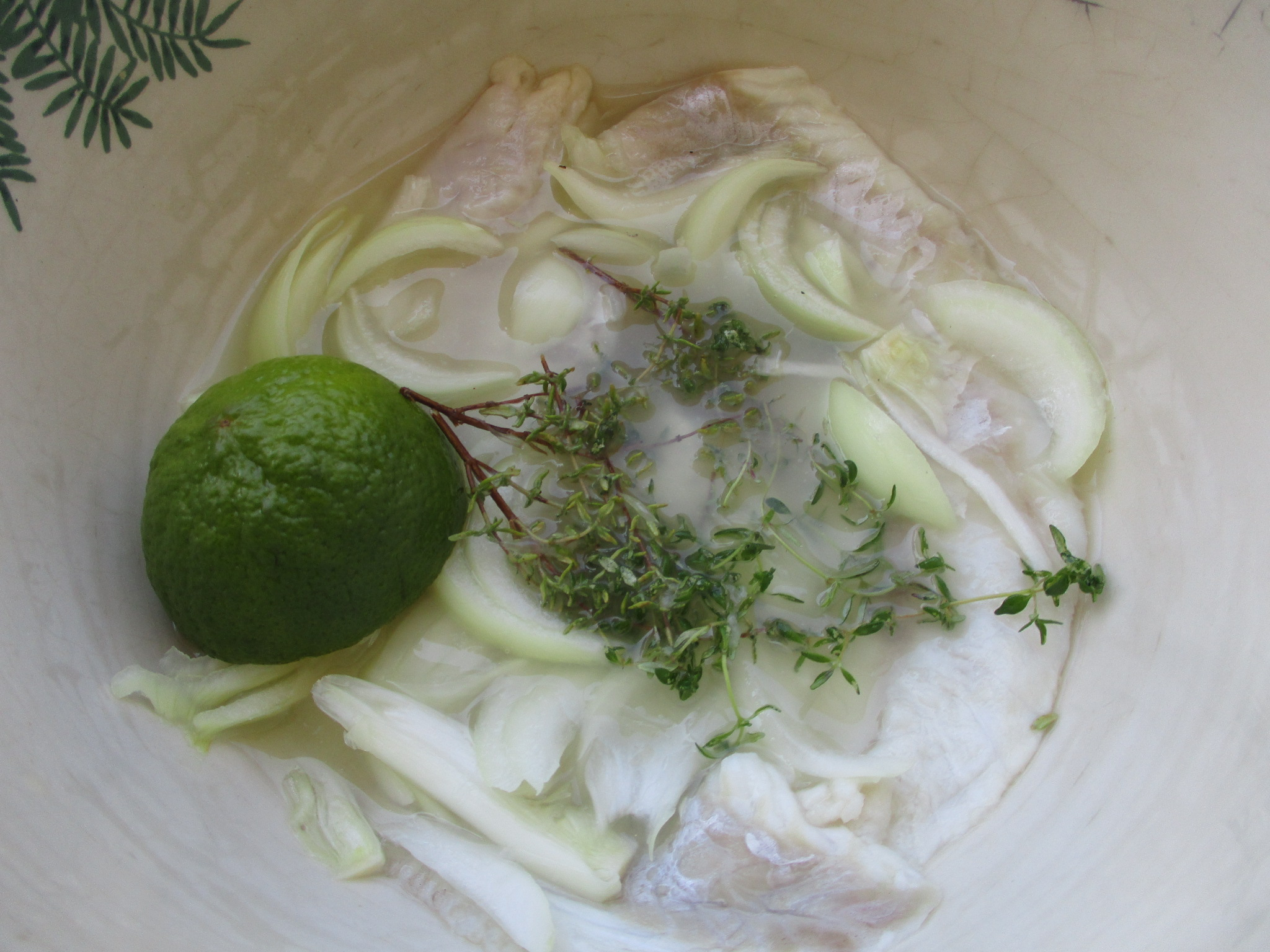
Marinade de blaff de poisson au citron vert.

Variante du court-bouillon de la cuisine française, ce plat antillo-guyanais traditionnel est cuisiné avec un mélange d'un ou plusieurs poissons ou crustacés des Antilles, tels que vivaneau, carangue, thon, thazard, crevettes, langoustes, ou crabes...
Le poisson frais et cru est coupé en morceaux et mis à macérer pendant une heure ou deux dans une marinade de jus de citron vert (le citron parfume et cuit le poisson) avec gousses d'ail écrasées, piment coupé en morceaux (bois d'Inde, piment de Cayenne…), sel et poivre. Le poisson est ensuite cuit environ 15 minutes dans un court-bouillon à ébullition, à base d'huile et d'oignons, ail écrasé et bouquet garni de la marinade,.
Ce plat est traditionnellement servi avec des légumes locaux, dont par exemple ignames, riz, choux durs, patates douces, taro, fruit à pain, rondelles de banane plantain,, de couac (en Guyane), et agrémenté des jus de citron vert et piment de la marinade.